# Ricognizione del proprio diritto
L'esercizio del potere di ricognizione di cui all'art. 969 del Codice civile italiano si applica solo per le enfiteusi a tempo (casi singolari), e non riguarda quindi le enfiteusi perpetue: ai sensi dell'art. 958 del Codice Civile le enfiteusi sono perpetue quando non viene stabilita la durata; le enfiteusi in cui non viene fissato un termine sono a tutti gli effetti perpetue; come tali, non va esercitato nessun potere di ricognizione in quanto, ai sensi dell'art. 1164 del Codice Civile, se non muta il titolo del possesso dell'enfiteuta, tale enfiteuta non può usucapire la proprietà e quindi il canone non è prescritto; la ricognizione è un diritto riconosciuto al concedente (e non un dovere) per impedire all'ex enfiteuta (ma solo per le enfiteusi a tempo, dopo la loro scadenza) di usucapire il terreno. "Trattasi, quindi, di una mera facoltà e non di un obbligo, nel senso che il concedente, se non vuole esercitarla, non perde, per ciò solo, il suo diritto sulla cosa" (Cassazione n. 2904 del 10/10/1962).
In pratica, la corretta applicazione dell'art. 1164 del C.C. (chi ha il possesso corrispondente all'esercizio di un diritto reale su cosa altrui non può usucapire la proprietà della cosa stessa, se il Titolo del suo possesso non è mutato per causa proveniente da un terzo o in forza di opposizione da lui fatta contro il diritto del proprietario. Il tempo necessario per l'usucapione decorre dalla data in cui il Titolo del possesso è stato mutato) prevede che, chi volesse usucapire il diritto del concedente, dovrebbe innanzitutto fare opposizione contro il diritto del proprietario e solo dopo 20 anni può usucapire, dinanzi ad un giudice, la piena proprietà.